# العلب (قرية)
العلب: قرية صغيرة على ضفاف وادي العلب والتي تتبع الدرعية (السعودية) وسكنها السعوديون منذ أكثر من عام 1100 هجري.